# Talagante (provincie)
Talagante is een provincie van Chili in de regio Región Metropolitana. De provincie telde 299.830 inwoners in 2017 en heeft een oppervlakte van 582 km². Hoofdstad is Talagante.

## Gemeenten
Talagante is verdeeld in vijf gemeenten:
- Isla de Maipo
- El Monte
- Padre Hurtado
- Peñaflor
- Talagante